# Пинероло
 Тази статия е за града.  За дивизията вижте Пинероло (дивизия).  
Пинероло (на италиански: Pinerolo, на окситански: Pinheiròl, на пиемонтски: Pinareul) е град и община в Метрополен град Торино, регион Пиемонт, Северна Италия. Разположен е на 376 m надморска височина. Към 1 януари 2020 г. населението на общината е 36 178 души, от които 3399 са чужди граждани.

## География
Намира се на 37 km от Торино, в региона Пиемонт, близо до френско-италианската граница.

## История
Градът е бил френски, преди да стане част от Савоя, а по-късно влиза в пределите на Италия. В крепостта на града в края на 17 век са били затворени Никола Фуке, както и Желязната маска под охраната на бившия мускетар на служба при Луи XIII Бенин Доверн дьо Сен-Мар.

## Спорт
В Пинероло се провеждат състезанията по кърлинг по време на Зимните Олимпийски игри през 2006 г.

## Побратимени градове
- Гап (Франция)